# September 1998
Portal Geschichte | Portal Biografien | Aktuelle Ereignisse | Jahreskalender | Tagesartikel

◄ |
19. Jahrhundert |
20. Jahrhundert
| 21. Jahrhundert

◄ |
1960er |
1970er |
1980er |
1990er
| 2000er | 2010er | 2020er | ►

◄ |
1994 |
1995 |
1996 |
1997 |
1998
| 1999 | 2000 | 2001 | 2002 | ►

◄ |
Juni 1998 |
Juli 1998 |
August 1998 |
September 1998 |
Oktober 1998 |
November 1998 |
Dezember 1998 |
►
Dieser Artikel behandelt tagesbezogene Nachrichten und Ereignisse im September 1998.

## Tagesgeschehen

### Dienstag, 1. September 1998
- Frankreich: Ein Massenprozess gegen 138 Algerier, den führende französische Politiker als rassistisch motiviert ansehen, beginnt. Den Angeklagten wird vorgeworfen, islamistische Terroristen bei Bombenanschlägen in den Jahren 1995 und 1996 unterstützt zu haben.[1]
- Moskau/Russland: Präsident Boris Jelzin empfängt US-Präsident Bill Clinton zum Staatsbesuch. Amerikanische Medien bezeichnen Russland als „Land ohne funktionierende Regierung“. Während der aktuellen russischen Finanzkrise warten Millionen von Arbeitnehmern auf ihr ausstehendes Arbeitsentgelt.[2]

### Mittwoch, 2. September 1998
- Brüssel/Belgien: Der Prozess gegen den ehemaligen belgischen Minister und NATO-Generalsekretär Willy Claes und andere in die Agusta-Affäre verwickelte Politiker wird eröffnet. Die Anklage lautet auf Korruption im Zusammenhang mit Kampfhubschrauber-Bestellungen für die belgischen Streitkräfte.[3]
- Peggy’s Cove/Kanada: Auf dem Weg vom New Yorker John F. Kennedy International Airport nach Genf stürzt der Swissair-Flug 111, bedingt durch einen Kabelbrand in der Bordelektronik, um 22.31 Uhr Ortszeit in den Atlantik. Alle 229 Insassen kommen ums Leben.[4]

### Donnerstag, 3. September 1998
- New York/Vereinigte Staaten: Der Chef der Sonderkommission der Vereinten Nationen Richard Butler berichtet, dass der Irak keine vollständige Einsicht in seinen Waffenbestand gewährt. Die Vereinigten Staaten und das Vereinigte Königreich kündigen Sanktionen an, falls der Prozess der Entwaffnung des Irak weiterhin nicht kontrolliert werden könne.[5]

### Freitag, 4. September 1998

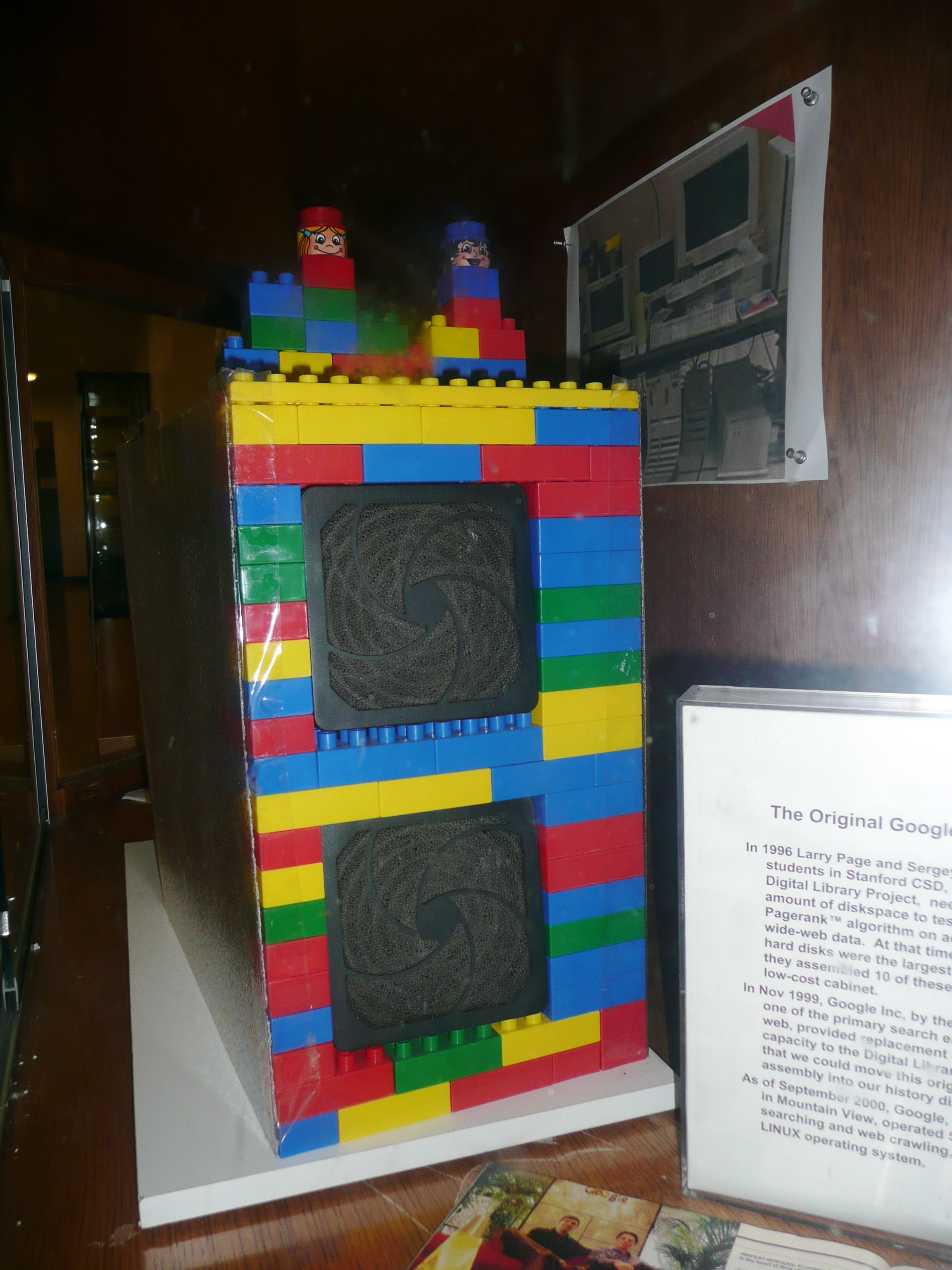
Der „Backrub“-Rechner von Page und Brin

- Berlin/Deutschland: Der Ringbeschleuniger Bessy II am Wissenschafts- und Wirtschaftsstandort Adlershof wird eingeweiht. In der Anlage werden künftig Elektronen auf ein hochenergetisches Level beschleunigt und in den Speicherring eingebracht, wo sie zur Kalibrierung von Lichtquellen und Detektoren dienen.[6]
- Erfurt/Deutschland: Im Kinderkanal wird die erste Folge von Schloss Einstein ausgestrahlt, der ersten Kinder-Seifenoper im deutschen Fernsehen.[7]
- Menlo Park/Vereinigte Staaten: Larry Page und Sergey Brin gründen in einer Garage die Firma Google Inc. zur Umsetzung ihres Konzepts einer Suchmaschine für das World Wide Web. Die Suchmaschine Google, eine Weiterentwicklung ihrer Suchmaschine „Backrub“, soll in den nächsten Wochen online gehen.[8]

### Samstag, 5. September 1998

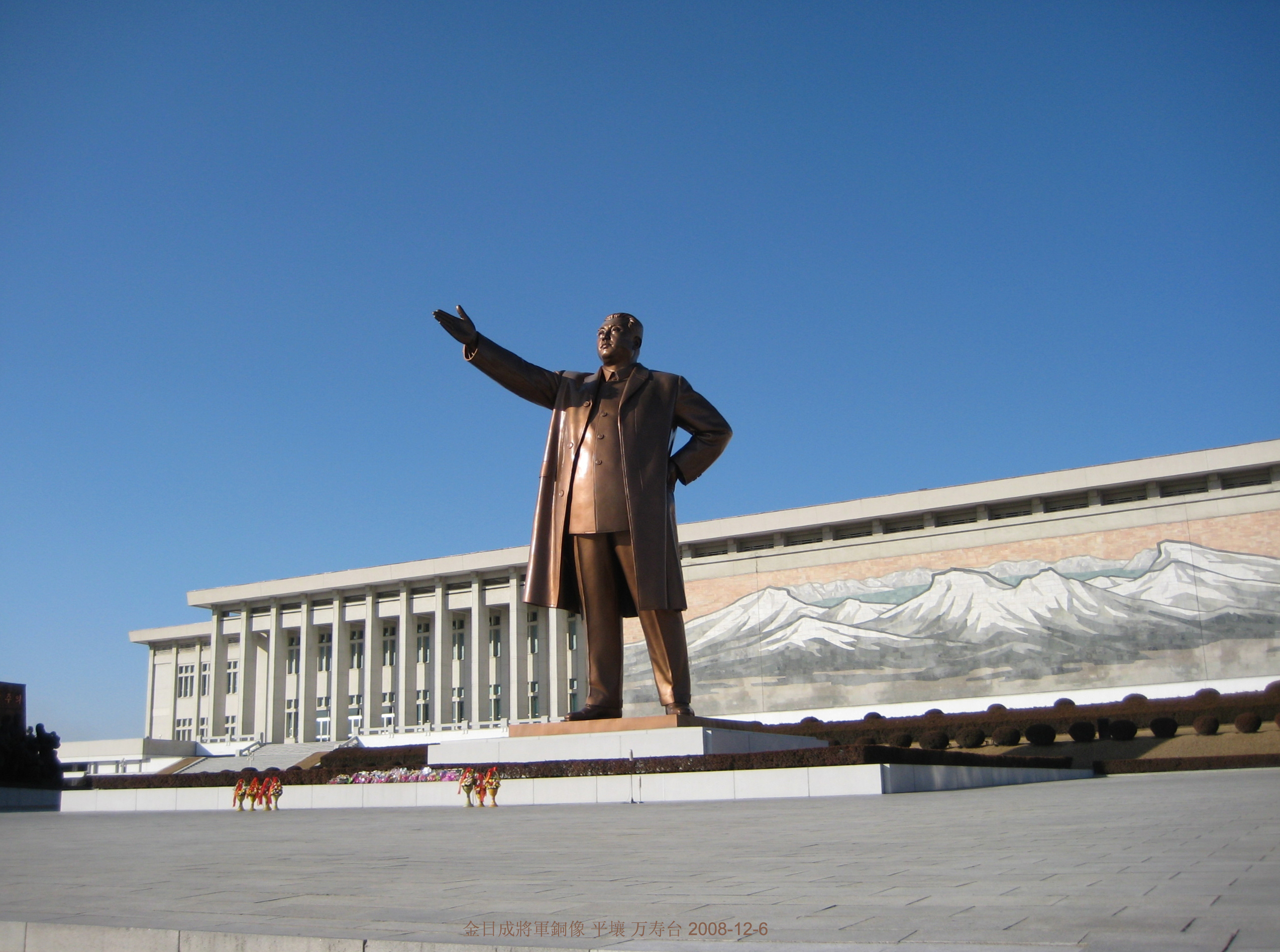
Kim-Il-sung-Statue

- Nowaja Semlja/Russland: Bei einer Geiselnahme bringen vier Soldaten der Marine sieben Lehrer und siebzehn Schüler in ihre Gewalt. Die Tat findet ein unblutiges Ende.
- Pjöngjang/Nordkorea: Die Oberste Volksversammlung wählt Kim Jong-il, Sohn des 1994 verstorbenen Diktators Kim Il-sung, zum  Leiter der Nationalen Verteidigungskommission. Kim Il-sung wird zum „ewigen Präsidenten“ von Nordkorea ernannt.[9][10]
- Salzburg/Österreich: Die Außenminister der 15 Mitgliedstaaten der Europäischen Union (EU) treffen sich in Salzburg. In den letzten Monaten beklagten manche Außenminister, so der Niederländer Hans van Mierlo, dass der Rat für Allgemeine Angelegenheiten und Außenbeziehungen, in dem die Außenminister zusammenkommen, immer stärker durch den Rat für Wirtschaft und Finanzen marginalisiert werde, welchen die Wirtschafts- und Finanzminister der EU-Staaten bilden.[11]
- Stettin/Polen: Die Länder Dänemark, Deutschland und Polen unterzeichnen einen Beschluss über die Bildung eines multinationalen NATO-Korps mit dem Namen „Korps Nordost“. Das deutsch-dänische Hauptquartier der Alliierten Landstreitkräfte Schleswig-Holstein und Jütland soll im Gegenzug aufgelöst werden.[12]
- Valletta/Malta: Bei der vorgezogenen Neuwahl zum Parlament erhält die Nationalistische Partei die absolute Mehrheit. Spitzenkandidat Edward Fenech Adami kündigte an, das Land wieder stärker an die Europäische Union (EU) heranzuführen. Als bislang einziger Staat nahm Malta einen Antrag auf den Beitritt zur EU wieder zurück.[13]

### Sonntag, 6. September 1998
- Toronto/Kanada: Die kanadische Fußballnationalmannschaft der Frauen gewinnt das Finale der CONCACAF Women’s Championship in Etobicoke mit 1:0 gegen Mexiko.[14]

### Montag, 7. September 1998
- Frankfurt am Main/Deutschland: Berti Vogts gibt seinen Rücktritt als Trainer der deutschen Fußballnationalmannschaft der Herren bekannt, um der Auswahl einen Neuanfang zu ermöglichen.[15]

### Dienstag, 8. September 1998

Die Europäische Union sanktioniert die JAT

- Bonn/Deutschland: Der indische Staatspräsident K. R. Narayanan trifft im Rahmen eines Staatsbesuchs auf Bundeskanzler Helmut Kohl.
- Bonn/Deutschland: Der Bundesminister des Innern Manfred Kanther gibt bekannt, dass der ehemalige Terrorist Hans-Joachim Klein verhaftet wurde.
- Brüssel/Belgien: Die Europäische Union erteilt der jugoslawischen Fluggesellschaft JAT ein Start- und Landeverbot. Eine geplante Abschiebung von 60 Kosovo-Albanern aus Nordrhein-Westfalen nach Jugoslawien wird dadurch unmöglich und die inhaftierten Personen werden in die Freiheit entlassen.[16]

### Mittwoch, 9. September 1998
- Istanbul/Türkei: Die FIFA-Weltauswahl tritt im İnönü Stadı gegen die „Türkei-Allstars“ an. Anlass der Begegnung ist das 75. Jubiläum der Gründung der Republik Türkei beziehungsweise des türkischen Fußballverbands. Die Begegnung endet 4:4.
- Frankfurt am Main/Deutschland: Erich Ribbeck wird Nachfolger von Berti Vogts als Trainer der Herren-Auswahlmannschaft des Deutschen Fußball-Bunds.
- Washington, D.C./Vereinigte Staaten: US-Justizministerin Janet Reno leitet Vorermittlungen gegen US-Präsident Bill Clinton ein. Anlass ist der Vorwurf, dass Clinton öffentliche Gelder für den eigenen Wahlkampf verwandte.

### Donnerstag, 10. September 1998
- Mazedonien: Eine Truppe von Soldaten der NATO rückt zu einem einwöchigen Manöver nach Mazedonien, ehemalige Republik der SFR Jugoslawien, aus.

### Freitag, 11. September 1998
- Kuala Lumpur/Malaysia: In der malaysischen Hauptstadt beginnen die 16. Commonwealth Games, die ersten auf asiatischem Boden. Bis zum 21. September nehmen 3.638 Athleten aus 69 Ländern an 215 Wettbewerben in 15 Sportarten teil.
- Moskau/Russland: Die Duma wählt den bisherigen Außenminister Jewgeni Maximowitsch Primakow zum neuen Ministerpräsidenten Russlands. Die Entscheidung fällt erst im dritten Wahlgang, nachdem in den beiden vorherigen Wahlgängen die jeweiligen Kandidaten keine Mehrheit erhielten.

### Samstag, 12. September 1998
- Sarajevo/Bosnien-Herzegowina: Bei den Wahlen zum Parlament und zum kollektiven Staatspräsidium werden der Bosnier Alija Izetbegović, der Kroate Ante Jelavić und der Serbe Zivko Radišić ins Staatspräsidium gewählt und sind somit gleichberechtigte Staatsoberhäupter der ehemaligen jugoslawischen Republik.
- Tirana/Albanien: Der Politiker Azem Hajdari von der Demokratischen Partei Albaniens wird auf offener Straße angeschossen und stirbt später an seinen Verletzungen. Sein Tod löst landesweit blutige Proteste aus.

### Sonntag, 13. September 1998
- Los Angeles/Vereinigte Staaten: Im Shrine Auditorium wird zum 50. Mal der Fernsehpreis Emmy verliehen, eine der Auszeichnungen geht an die Serie Practice – Die Anwälte.[17][18]
- München/Deutschland: Bei der Landtagswahl in Bayern wird die CSU mit 52,9 % der Stimmen erneut stärkste Kraft im Freistaat. Gegenüber 1994 legt sie minimal zu, SPD und Grüne bleiben mit 28,7 % und 5,7 % stabil. Alle anderen Parteien verfehlen die Fünf-Prozent-Hürde deutlich.[19]
- New York/Vereinigte Staaten: Der australische Tennisspieler Patrick Rafter gewinnt als Titelverteidiger bei den US Open 1998 das Finale im Herreneinzel gegen seinen Landsmann Mark Philippoussis in vier Sätzen.[20]
- Venedig/Italien: Zum Abschluss der 55. Internationalen Filmfestspiele von Venedig werden die Gewinner ausgezeichnet. Der Goldene Löwe geht an den Film So haben wir gelacht des italienischen Regisseurs Gianni Amelio.[21]

### Montag, 14. September 1998
- Bagdad/Irak: Der Irak gibt bekannt, dass er die Zusammenarbeit mit den Waffeninspekteuren der Vereinten Nationen aufkündigen will.

### Dienstag, 15. September 1998

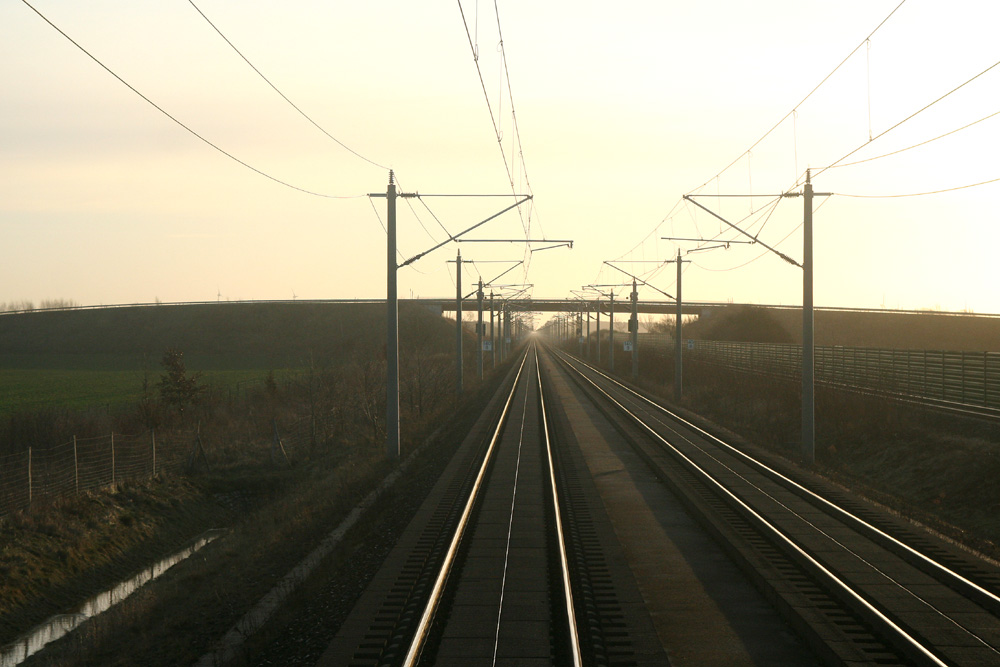
Schnellfahrstrecke Hannover–Berlin im
Kreis Havelland

- Belgien, Niederlande: In den Ländern an der Nordsee führen heftige Regenfälle zu Überschwemmungen. Zahlreiche Menschen werden evakuiert, in einigen Regionen wird Katastrophenalarm ausgelöst.
- Berlin, Hannover/Deutschland: Die Eisenbahn-Schnellfahrstrecke Hannover–Berlin wird eröffnet. Der Betrieb soll am 20. September aufgenommen werden.

### Mittwoch, 16. September 1998
- Spanien: Die baskische Untergrundorganisation Eta verkündet eine unbefristete Waffenruhe.

### Donnerstag, 17. September 1998
- Saint-Hyacinthe/Kanada: Der Zuchtbulle Hanoverhill Starbuck stirbt. Sein Samen war besonders hochwertig, wodurch er biologischer Vorfahre eines Großteils der in Kanada und Europa lebenden Holstein-Rinder ist.[22]

### Freitag, 18. September 1998
- Stuttgart/Deutschland: Die Aktionäre der Daimler-Benz AG stimmen den Plänen zur Fusion mit dem US-amerikanischen Chrysler-Konzern zu.

### Samstag, 19. September 1998
- Deutschland, Vietnam: Der Investitionsschutzvertrag zwischen beiden Staaten tritt in Kraft.[23]
- Hagen/Deutschland: Die Rockband Extrabreit gibt in ihrer Heimatstadt ihr Abschiedskonzert.
- Rostock/Deutschland: Die NPD hält eine Wahlkundgebung ab, dabei ziehen rund 3.500 Anhänger der rechtsextremen Partei durch die Hansestadt. Gleichzeitig findet ein Friedensfest statt, auf dem eine große Zahl an Gegendemonstranten protestiert. Gut 6.000 Polizisten sind im Einsatz. Befürchtete Krawalle bleiben aus, es kommt zu 127 Festnahmen.

### Sonntag, 20. September 1998
- Berlin/Deutschland: Der Brasilianer Ronaldo da Costa stellt einen neuen Weltrekord im Marathon auf. Beim Berlin-Marathon absolviert er die 42,195 km in 2 Stunden 6 Minuten 5 Sekunden und unterbietet damit Belayneh Dinsamos Bestmarke aus dem Jahr 1988 um 45 Sekunden. Da Costa ist der erste Marathon-Weltrekordhalter aus Südamerika seit Einführung der offiziellen Statistik 90 Jahre zuvor.[24]
- Polen: Der ehemalige polnische Staatspräsident Lech Wałęsa wird zum Vorsitzenden der neu gegründeten Partei „Christdemokratie der Dritten Polnischen Republik“ gewählt.
- Stockholm/Schweden: Bei der Wahl zum Reichstag bleibt die Arbeiterpartei (SAP) zwar stärkste Kraft, büßt aber fast 9 % Stimmenanteil gegenüber der Wahl 1994 ein. Die von SAP-Ministerpräsident Göran Persson geleitete Regierung, bislang unterstützt von der Linkspartei, benötigt einen weiteren Kooperationspartner. Die Grünen zeigen sich verhandlungsbereit.[25]

### Montag, 21. September 1998
- Vereinigte Staaten: Mehrere Rundfunkveranstalter strahlen im Fernsehen eine rund vierstündige Aufzeichnung der Befragung des US-Präsidenten Bill Clinton zu seinem intimen Verhältnis zur ehemaligen Praktikantin im Weißen Haus Monica Lewinsky durch eine Grand Jury im August aus.[26]

### Dienstag, 22. September 1998
- Maseru/Lesotho: In die Enklave marschieren südafrikanische Truppen ein, um die Regierung des Nachbarlandes zu stürzen.
- Washington, D.C./Vereinigte Staaten: Im Rahmen eines Staatsbesuchs ist der japanische Regierungschef Keizō Obuchi bei US-Präsident Bill Clinton zu Gast.

### Donnerstag, 24. September 1998
- Langley/Vereinigte Staaten: Der Nachrichtendienst CIA stimmt der Veröffentlichung der von ihm gesicherten Spuren der Ermordung des ehemaligen US-Präsidenten John F. Kennedy im November 1963 zu, doch enthalten diese keine Anhaltspunkte, die Zweifel an der bislang offiziellen Version des Tathergangs nähren.[27]

### Samstag, 26. September 1998
- Bratislava/Slowakei: Bei der Parlamentswahl wird die HZDS unter Premier Vladimír Mečiar zwar erneut stärkste Kraft, muss aber empfindliche Verluste hinnehmen. Die neugegründete SDK wird knapp zweitstärkste Partei.
- Brüssel/Belgien: Der belgische Innenminister Louis Tobback gibt nach nur fünf Monaten im Amt seinen Rücktritt bekannt. Er zieht damit Konsequenzen aus dem Tod der ausgewiesenen nigerianischen Asylbewerberin Semira Adamu, welcher zu heftigen Protesten führte.

### Sonntag, 27. September 1998

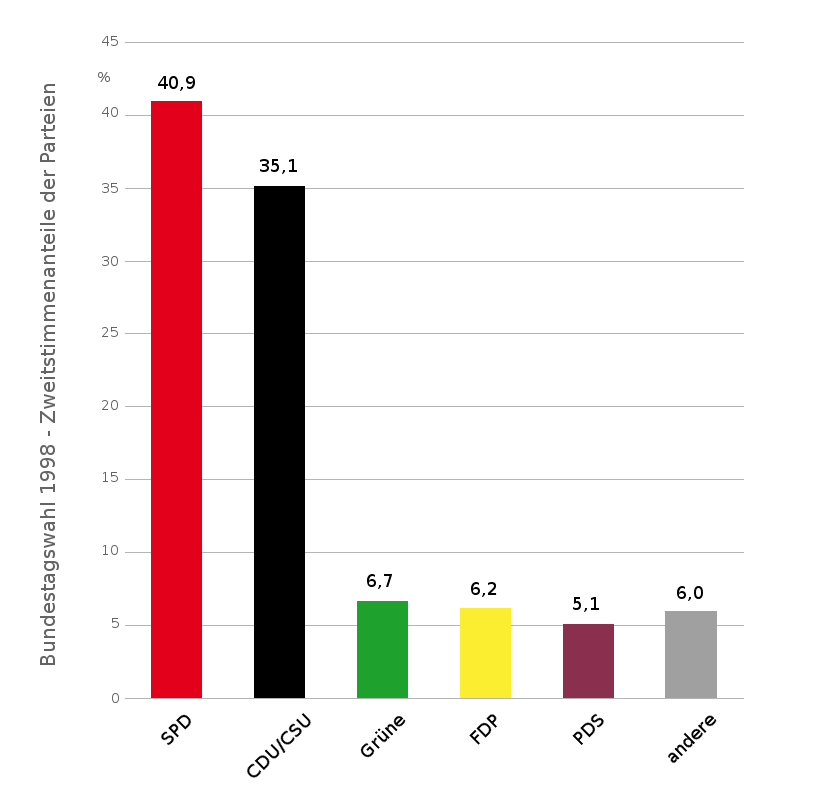
Bundestagswahl: Auf die SPD und die Grünen entfallen nahezu 50 % der Stimmen

- Bern/Schweiz: In einer Volksabstimmung befürworten 57,2 % der teilnehmenden Stimmberechtigten die stärkere Berücksichtigung der tatsächlichen Schwerverkehrsintensität bei der Berechnung der Maut für Kraftfahrzeuge, deren Gesamtgewicht mehr als 3,5 t beträgt. Eine mögliche Festlegung des Rentenalters für Frauen auf Verfassungsebene wird von den Abstimmenden akzeptiert, hingegen wird die stärkere Förderung der ökologischen Landwirtschaft abgelehnt.[28]
- Bonn/Deutschland: Die SPD unter Kanzlerkandidat Gerhard Schröder wird mit 40,9 % Stimmenanteil stärkste Kraft bei der Bundestagswahl und erhält 298 von 669 Sitze im Bundestag. CDU und CSU kommen zusammen auf 35,1 % und bilden mit 245 Abgeordneten nur noch die zweitstärkste Fraktion. Der noch amtierende Bundeskanzler Helmut Kohl gibt seinen Rücktritt vom Amt des Bundesvorsitzenden der CDU bekannt. Ferner ziehen Bündnis 90/Die Grünen (6,7 %, 47 Sitze), die FDP (6,2 %, 43 Sitze) und die PDS (5,1 %, 36 Sitze) ins Parlament ein, letztere durch das Überschreiten der 5-%-Hürde erstmals als Fraktion.[29]
- Hamburg/Deutschland: Die Wahlberechtigten votieren für die Einführung von Volksentscheiden in den Stadtbezirken. Der Abstimmung voraus ging ein erfolgreiches Volksbegehren. Eine weitere Vorlage für noch stärkeren Ausbau der Volksgesetzgebung findet hingegen keine Mehrheit.[30]
- Kiel/Deutschland: Einem Volksentscheid in Schleswig-Holstein zufolge soll die Einführung der neuen deutschen Rechtschreibung rückgängig gemacht werden. 56,4 % stimmen gegen die Rechtschreibreform.
- Schwerin/Deutschland: Bei der Landtagswahl wird die SPD unter Spitzenkandidat Harald Ringstorff mit 34,3 % der Stimmen erstmals stärkste Kraft im Landtag. Die CDU muss empfindliche Verluste hinnehmen, sie kommt noch auf 30,2 %, ansonsten gelingt nur der PDS mit 24,4 % der Einzug ins Parlament. Von den 71 Sitzen gehen 27 an die SPD, 24 an die CDU und 20 an die PDS. Das Ergebnis führt später zur ersten rot-roten Landesregierung in Deutschland.[31]

### Montag, 28. September 1998
- Bonn/Deutschland: Vertreter der Parteien SPD und Bündnis 90/Die Grünen sprechen sich für eine gemeinsame Bundesregierung aus. Die erste rot-grüne Koalition würde im Bundestag über eine Mehrheit von 21 Sitzen verfügen.
- Deutschland, Österreich: Der Bahnverkehr mit der Zuggattung ICE zwischen Deutschland und Wien wird knapp vier Monate nach dem Zugunglück bei Eschede wieder aufgenommen.
- München/Deutschland: Der Bundesminister der Finanzen Theo Waigel gibt bekannt, nicht erneut für den Vorsitz der CSU zu kandidieren. Der Bayerische Ministerpräsident Edmund Stoiber gilt als aussichtsreichster Amtsnachfolger.[32]
- Priština/Jugoslawien: Zoran Andjelković wird Vorsitzender des provisorischen Exekutivrats im Kosovo, nachdem dieser acht Jahre lang aufgehoben wurde.
- Zürich/Schweiz: Der Fernsehsender SRF zwei startet das Programmfenster für den Schweizer Ableger des amerikanischen Kinder-TV-Senders Nickelodeon. Vor knapp vier Monaten wurde Nickelodeon Deutschland eingestellt.

### Dienstag, 29. September 1998
- München/Deutschland: Der Bayerische Landtag wählt den seit Mai 1993 amtierenden Ministerpräsidenten Edmund Stoiber (CSU) zum dritten Mal ins Amt des Regierungschefs.[33]
- Madeira/Portugal: Der Handballverein Madeira Andebol SAD wird gegründet. Er ist (Stand 2021) der erfolgreichste portugiesische Handballverein der Frauen.

### Mittwoch, 30. September 1998
- Lissabon/Portugal: Die Weltausstellung Expo 98 wird beendet. Die Veranstalter zählten über 8 Millionen Besucher. Das städtebauliche Erbe der Veranstaltung ist u. a. der Bahnhof Lissabon Oriente.[34]
- Paris/Frankreich: Der von der SPD als künftiger Bundeskanzler vorgesehene Anwalt Gerhard Schröder ist auf seiner ersten Auslandsreise nach der für die SPD erfolgreich verlaufenen Bundestagswahl zu Gast in der französischen Hauptstadt und äußert hierbei den Wunsch, dass die Beziehungen zu Deutschlands größtem Nachbarstaat „entstauben“ werden.[35]